# Плантейшен-Айленд (Флорида)
Плантейшен-Айленд (англ. Plantation Island) — переписна місцевість (CDP) в США, в окрузі Колльєр штату Флорида. Населення — 119 осіб (2020).

## Географія
Плантейшен-Айленд розташований за координатами 25°50′52″ пн. ш. 81°22′37″ зх. д. / 25.84778° пн. ш. 81.37694° зх. д. (25.847820, -81.377074).  За даними Бюро перепису населення США в 2010 році переписна місцевість мала площу 1,51 км², з яких 1,48 км² — суходіл та 0,03 км² — водойми.

## Демографія
Згідно з переписом 2010 року, у переписній місцевості мешкали 163 особи в 82 домогосподарствах у складі 49 родин. Густота населення становила 108 осіб/км².  Було 150 помешкань (99/км²).
Расовий склад населення:
| - 98,2 % — білих - 1,2 % — чорних або афроамериканців - 0,6 % — корінних американців |

До двох чи більше рас належало 0,0 %. Частка іспаномовних становила 3,1 % від усіх жителів.
За віковим діапазоном населення розподілялося таким чином: 12,3 % — особи молодші 18 років, 61,3 % — особи у віці 18—64 років, 26,4 % — особи у віці 65 років та старші. Медіана віку мешканця становила 55,9 року. На 100 осіб жіночої статі у переписній місцевості припадало 123,3 чоловіків;  на 100 жінок у віці від 18 років та старших — 123,4 чоловіків також старших 18 років.
За межею бідності перебувало 81,2 % осіб, у тому числі 100,0 % дітей у віці до 18 років та 42,4 % осіб у віці 65 років та старших.
Цивільне працевлаштоване населення становило 106 осіб. Основні галузі зайнятості: транспорт — 28,3 %, науковці, спеціалісти, менеджери — 17,9 %, оптова торгівля — 17,0 %.